# Slowenisches Institut für ethnische Studien
Das Slowenische Institut für ethnische Studien (slowenisch Inštitut za narodnostna vprašanja, englisch Institute for Ethnic Studies, wörtlich: Institut für Nationalitätenfrage,  Abkürzung: INV) ist eine öffentliche Einrichtung der Republik Slowenien.  Das INV hat seinen Sitz in der Stadtgemeinde Ljubljana.

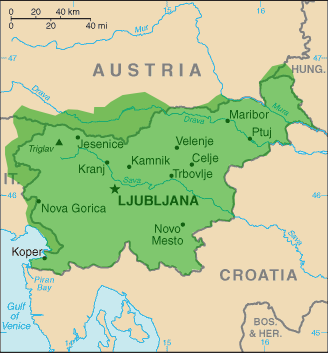
Slowenische Sprachgebiete in den Nachbarstaaten

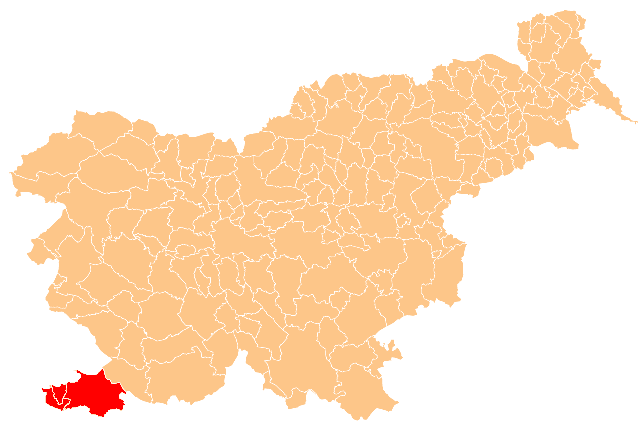
Slowenisches Gebiet mit Italienisch als zweiter Amtssprache

## Aufgaben
Das INV ist ein slowenisches öffentliches Forschungsinstitut im Bereich der ethnischen Studien, das interdisziplinär folgende Themen untersucht: die slowenische nationale Frage, die Stellung der slowenischen Nationalgemeinschaften in Österreich, Italien und Ungarn, die Stellung der Slowenen in den Nachfolgestaaten des ehemaligen Jugoslawien, die Stellung slowenischer Auswanderer, die Stellung nationaler Gemeinschaften (nationaler Minderheiten und anderer ethnischer Gemeinschaften) in Slowenien, die Situation von Migranten in Slowenien und die Formen ethnischer Probleme (Ethnizität, Nationalismus).

## Geschichte
NV ist der Nachfolger des Instituts für Minderheiten, das von 1925 bis 1941 als eine der ersten Forschungseinrichtungen dieser Art weltweit in Ljubljana tätig war. Es untersuchte die Stellung der Slowenen im Ausland und die Stellung der deutschen und ungarischen Minderheiten in Slowenien. Während der Besatzung wurde das Institut „liquidiert, damit seine Materialien nicht in die Hände der Besatzer fielen“, aber bereits im Januar 1944 wurde auf dem befreiten Gebiet Sloweniens unter dem Exekutivkomitee der slowenischen Befreiungsfront ein wissenschaftliches Institut gegründet, das als einzige Einrichtung dieser Art im besetzten Europa seine Arbeit als Minderheiteninstitut fortsetzte. In der Zeit zwischen 1948 und 1956 war das Institut im Rahmen der Universität Ljubljana tätig, seitdem ist es jedoch eine unabhängige wissenschaftliche Einrichtung. 1992 wurde INV eines der ersten öffentlichen Forschungsinstitute der unabhängigen Republik Slowenien.